# Anopheles plumbeus
Anopheles plumbeus ist eine Art der Malariamücken (Anopheles), zu der heute auch Anopheles nigripes, corsicanus und intermedius als Synonyme gestellt werden.

## Verbreitung und Lebensraum
Die Art ist in Deutschland zwar weit verbreitet, aber nicht häufig. Sie kommt in ganz Europa und Kleinasien vor, im Kaukasus tritt sie zahlreich auf.
Vom primären Lebensraum in wassergefüllten Baumhöhlungen ist die Art auf zahlreiche menschengemachte Gewässer, z. B. Regenrückhaltebecken und Abwassertanks, übergegangen, die vor allem der Sommergeneration Lebensraum bieten. Sie tolerieren auch stark verschmutztes Wasser und brüten selbst in stehengelassenen Blechbüchsen. Die Art wird in Mitteleuropa zunehmend registriert und soll lokal, z. B. in Belgien, zu den Stechmückenarten zählen, die für Menschen am lästigsten sind. Einzelne Stämme der Art sind auf den Menschen als Wirt mehr oder weniger stark spezialisiert, sie sticht ansonsten aber ein weites Spektrum von Reptilien-, Vogel- und Säugerarten, wobei Säugetiere bevorzugt werden.

## Beschreibung

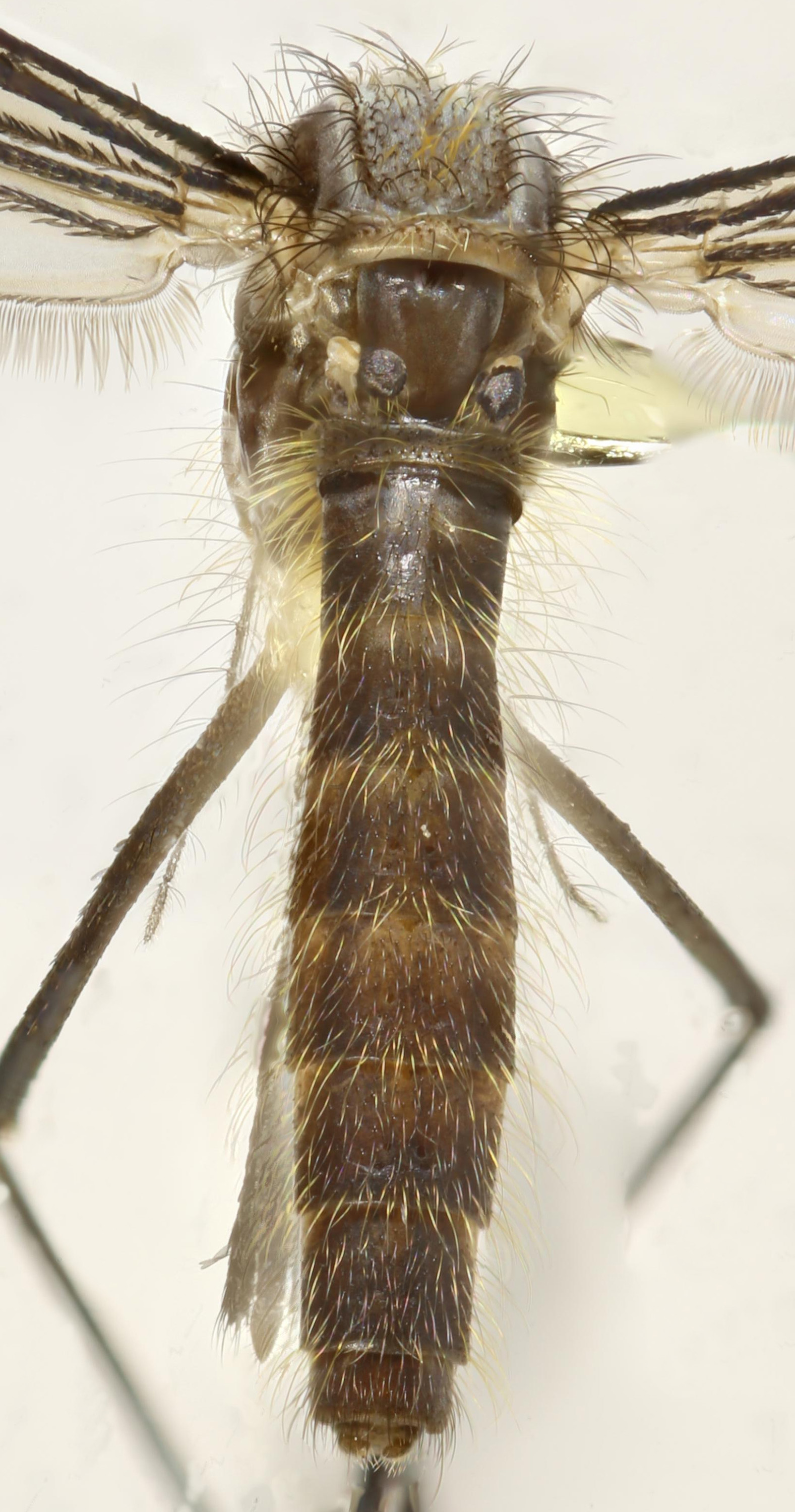
Dorsalansicht

Die Larven von Anopheles plumbeus werden vor allem in wassergefüllten Astgabeln von Buchen und Eichen gefunden. Sie ist die einzige europäische Art der Gattung, die in Baumhöhlungen lebt. Die Eier werden vom Weibchen am Holz oberhalb des Wasserspiegels abgelegt, nicht direkt ins Wasser. In Mitteleuropa werden zwei Generationen pro Jahr angegeben. Die Art überwintert im Larvenstadium, gelegentlich auch als Ei. Vorkommen auch in Gärten und Parks sind weit verbreitet.
Anopheles plumbeus ist eine kleine dunkelgraue Mücke mit einem Büschel weißer Schuppen auf dem Scheitel. Sie kann von Juni bis in den Herbst vor allem an Waldrändern gefunden werden. Obwohl sie als stechlustig gilt und im Experiment mit Plasmodien infiziert werden konnte, wird Anopheles plumbeus wegen ihrer geringen Häufigkeit keine große Bedeutung als Malariavektor zugeschrieben. Ihre potentielle Bedeutung als Vektor ist aber möglicherweise bisher unterschätzt worden. Im Jahr 1997 sind durch diese Art in einem Krankenhaus in Duisburg zwei Kinder mit Plasmodium falciparum infiziert worden. Ansteckungsquelle war ein kleines, malariakrankes Mädchen aus Angola.